# Marko Stamenic
Marko Seufatu Nikola Stamenic (Wellington, 19 de febrero de 2002) es un futbolista neozelandés que juega como centrocampista en el Swansea City A. F. C. de la EFL Championship.

## Trayectoria

### Western Suburbs F. C.
Nacido en Wellington, asistió al colegio St Patrick, Silverstream, Wellington. y pasó por las filas de la Academia de Fútbol Olé. Durante este tiempo, Stamenic jugó en el club afiliado a Olé Western Suburbs F. C. en la Central Premier League, debutando en 2017 y llegando a la final de la Copa Chatham 2018.

### Team Wellington
Tras la afiliación de Olé al equipo del Campeonato de Fútbol de Nueva Zelanda Team Wellington, firmó por ellos el 2 de octubre de 2019. Disputó siete partidos de liga, marcando un gol el 15 de diciembre de 2019 contra el Southern United F. C.

### F. C. Copenhague
Tras sus destacadas actuaciones con Nueva Zelanda en la Copa Mundial de Fútbol Sub-17 de 2019, fue invitado a una prueba de tres semanas en el F. C. Copenhague de la Superliga de Dinamarca en marzo de 2020. Sin embargo, tras una orden del Gobierno de Nueva Zelanda para que todos los ciudadanos neozelandeses afincados en el extranjero regresaran urgentemente al país en respuesta a la pandemia de COVID-19, se vio obligado a abortar la prueba. El FC Copenhague mantuvo su interés y finalmente regresó a Dinamarca, fichando por el equipo sub-19 del club el 1 de septiembre de 2020.
Debutó con el primer equipo el 23 de noviembre de 2020, siendo titular en la derrota por 2-1 en la Superliga ante el Randers F. C.
El club anunció el 9 de enero de 2023 que no iba a renovar su contrato que expiraba en junio. A partir de entonces jugaría en el Estrella Roja de Belgrado, quien, en febrero, hizo oficial su incorporación por cuatro temporadas desde el 1 de julio.
Tras una única campaña en Serbia, el 21 de junio de 2024 fichó por el Nottingham Forest F. C. e inmediatamente fue cedido al Olympiacos F. C. La siguiente temporada tampoco continuó en Nottingham y fue traspasado al Swansea City A. F. C.

## Selección nacional

### Sub-17
Hizo su primera aparición con la selección sub-17 de Nueva Zelanda saliendo desde el banquillo en su derrota por 0-5 ante las Islas Salomón en el Campeonato Sub-17 de la OFC 2018. Fue titular en los siguientes partidos de Nueva Zelanda contra Papúa Nueva Guinea en el último encuentro de la liguilla, Tahití en las semifinales, y en la final, que supuso la revancha contra las Islas Salomón, que Nueva Zelanda ganó por 5-4 en los penaltis.
Jugó los tres partidos con Nueva Zelanda en su campaña de la Copa Mundial de Fútbol Sub-17 de 2019, terminando tercero de su grupo.

### Mayor
Debutó como internacional con la selección nacional de Nueva Zelanda en una victoria por 2-1 en un amistoso contra Curazao el 9 de octubre de 2021.

## Vida personal
Nacido en Nueva Zelanda, es de ascendencia serbia y samoana.

## Estadísticas

### Clubes
Actualizado al último partido disputado el 29 de mayo de 2023.
| Club                          | Div.          | Temporada     | Liga  | Liga  | Copas nacionales | Copas nacionales | Copas internacionales | Copas internacionales | Total | Total |
| Club                          | Div.          | Temporada     | Part. | Goles | Part.            | Goles            | Part.                 | Goles                 | Part. | Goles |
| ----------------------------- | ------------- | ------------- | ----- | ----- | ---------------- | ---------------- | --------------------- | --------------------- | ----- | ----- |
| Team Wellington Nueva Zelanda | 1.ª           | 2019-20       | 7     | 1     | 0                | 0                | —                     | —                     | 7     | 1     |
| Team Wellington Nueva Zelanda | Total club    | Total club    | 7     | 1     | 0                | 0                | 0                     | 0                     | 7     | 1     |
| F. C. Copenhague Dinamarca    | 1.ª           | 2020-21       | 1     | 0     | 0                | 0                | 0                     | 0                     | 1     | 0     |
| HB Køge Dinamarca             | 2.ª           | 2021-22       | 23    | 2     | 0                | 0                | —                     | —                     | 23    | 2     |
| HB Køge Dinamarca             | Total club    | Total club    | 23    | 2     | 0                | 0                | 0                     | 0                     | 23    | 2     |
| F. C. Copenhague Dinamarca    | 1.ª           | 2022-23       | 15    | 0     | 3                | 0                | 4                     | 0                     | 22    | 0     |
| F. C. Copenhague Dinamarca    | Total club    | Total club    | 16    | 0     | 3                | 0                | 4                     | 0                     | 23    | 0     |
| Total carrera                 | Total carrera | Total carrera | 46    | 3     | 3                | 0                | 4                     | 0                     | 53    | 3     |

## Palmarés

### Títulos nacionales
| Título                 | Club                      | País      | Año  |
| ---------------------- | ------------------------- | --------- | ---- |
| Copa de Dinamarca      | F. C. Copenhague          | Dinamarca | 2023 |
| Superliga de Dinamarca | F. C. Copenhague          | Dinamarca | 2023 |
| Superliga de Serbia    | Estrella Roja de Belgrado | Serbia    | 2024 |
| Copa de Serbia         | Estrella Roja de Belgrado | Serbia    | 2024 |
| Superliga de Grecia    | Olympiacos F. C.          | Grecia    | 2025 |
| Copa de Grecia         | Olympiacos F. C.          | Grecia    | 2025 |